# Kazimierz Kobylański
Kazimierz Kobylański ps. "Inżynier", "Jerzy", "Markowski" (ur. 1 lutego 1892 w Warszawie, zm. 11 maja 1978 tamże) – polski inżynier mechanik, przedsiębiorca i menedżer, przedstawiciel Stronnictwa Narodowego w Radzie Jedności Narodowej, członek sztabu Narodowej Organizacji Wojskowej.

## Życiorys
Syn Samuela i Marii z Łabędzkich. Ukończył Szkołę Handlową Zgromadzenia Kupców. W 1910 zdał eksternistycznie maturę we Lwowie i rozpoczął studia na Wydziale Budowy Maszyn Politechniki Lwowskiej. Podczas studiów działał w Organizacji Młodzieży Niepodległościowej "Zarzewie", członek zarządu akademickiego stowarzyszenia "Kuźnica".
W listopadzie 1918 wziął udział w walkach o Lwów. Ponownie bronił Lwowa latem 1920 w czasie wojny polsko-bolszewickiej. Następnie w 1921 uczestniczył w akcji plebiscytowej na Górnym Śląsku. Był współwłaścicielem rodzinnej fabryki "Gerlach" w Drzewicy i od 1930 jej dyrektorem. Aktywny działacz Stronnictwa Narodowego.
Po agresji Niemiec i ZSRR na Polskę  w 1939 włączył się w działalność konspiracyjną. Był szefem Oddziału IV (Zaopatrzenia) Komendy Głównej Narodowej Organizacji Wojskowej. Działał w podziemnych politycznych strukturach ruchu narodowego. Był członkiem Rady Jedności Narodowej, przedstawicielem Stronnictwa Narodowego.
19 marca 1945 aresztowany przez NKWD wraz z innymi przywódcami Polskiego Państwa Podziemnego w prowokacji (zaproszenia na rzekome rozmowy w celu powołania nowego rządu polskiego w ramach wykonania porozumień jałtańskich) i wraz z innymi wywieziony na Łubiankę. W moskiewskim procesie szesnastu w czerwcu 1945 uniewinniony.
Po powrocie do kraju, wraz z pięcioma innymi politykami Stronnictwa Narodowego (Jan Bielawski – prezes Komitetu Legalizacyjnego, Stanisław Rymar, Karol Stojanowski, Szymon Poradowski i Edward Bensch), podpisał się pod memoriałem skierowanym 23 sierpnia 1945 do Bolesława Bieruta jako prezydenta Krajowej Rady Narodowej o legalizację Stronnictwa Narodowego w Polsce. Sygnatariusze memoriału zamierzali dotrzeć do podziemia zbrojnego z apelem o zaprzestanie walk i wsparcie starań legalizacyjnych. Na memoriał władze KRN w ogóle nie udzieliły odpowiedzi, część z jego sygnatariuszy aresztowano. Protest w sprawie aresztowań złożyli w ambasadach Wielkiej Brytanii i Stanów Zjednoczonych – gwarantów porozumień jałtańskich – działacze SN Zygmunt Lachert, Karol Stojanowski i Aleksander Zwierzyński. Autorzy protestu prosili rządy anglosaskie o interwencję w sprawie zwolnienia z więzień członków Stronnictwa Narodowego i rozważenie sytuacji w Polsce i uznanie, że sytuacja ta wymaga narady trzech wielkich mocarstw, gdyż uchwały [konferencji] w Jałcie nie są wykonane.
Aresztowany przez UB we wrześniu 1945, został uwolniony 11 listopada. Ponownie aresztowany w lipcu 1947 i wyrokiem Wojskowego Sądu Rejonowego skazany na 8 lat więzienia. Wyszedł na wolność 24 grudnia 1954. Został pochowany na cmentarzu Powązkowskim w Warszawie (kwatera 22-6-1/2/3).